# Saint-Pierre-du-Vauvray
Saint-Pierre-du-Vauvray es una localidad y comuna francesa situada en la región de Alta Normandía, departamento de Eure, en el distrito de Les Andelys y cantón de Louviers-Nord.

## Demografía
| 486 | 316 | 347 | 415 | 396 | 404 | 504 | 485 | 460 | 542 | 529 | 553 | 550 | 598 | 574 | 599 | 685 | 662 | 665 | 647 | 741 | 773 | 752 | 720 | 722 | 864 | 911 | 929 | 929 | 1201 | 1113 | 1346 |
| Para los censos de 1962 a 1999 la población legal corresponde a la población sin duplicidades (Fuente: INSEE [Consultar]) |     |     |     |     |     |     |     |     |     |     |     |     |     |     |     |     |     |     |     |     |     |     |     |     |     |     |     |     |      |      |      |

Gráfico de la evolución de la población desde 1794 a 2004
Hasta 1975, una parte de la actual comuna de Val-de-Reuil a formaba parte de Saint-Pierre-du-Vauvray.

## Administración

### Entidades intercomunales
Saint-Pierre-du-Vauvray forma parte de la Communauté d'agglomération Seine-Eure. Además, y para la prestación de diversos servicios públicos, está integrada en los siguientes sindicatos intercomunales:
- Syndicat intercommunal pour la gestion des gymnases et équip. sport. annexes collèges de Louviers
- Syndicat de l'électricité et du gaz de l'Eure (SIEGE)